# 여수 진남관
여수 진남관(麗水 鎭南館)은 대한민국 전라남도 여수시에 있는 건축물이다. 조선시대 사백여 년간 수군의 본거지(전라좌수영)로 혹은 구국의 성지로 이용되었고 전승의 사명을 다한 역사적 현장으로 여수를 상징하는 곳이다. 2001년 4월 17일 대한민국의 국보 제304호로 지정되었다.

## 역사
진남관 정면에 있는 망해루는 일제강점기에 철거된 것을 1991년 4월에 재 복원한 2층 누각이다. 또한 1599년 선조 32년 기해년 12월에 통제사 겸 전라좌수사로 부임한 이시언이 정유재란으로 불타버린 진해루터에 세운 75칸의 거대한 객사이다. 그 후 절도사 이도빈이 1664년 갑진년에 개축하고 숙종 42년(1716) 94대 이여옥 수사 때 불의의 화재로 소실되고 숙종 44년(1718) 95대 수사 이재면이 건립하여 현재에 이르고 있다.
이 객사는 조선 역대 왕들의 궐패를 모시고 매월 초하루와 보름에는 정례참배를 행했으며 또한 국가에 경사가 있을 때는 하례를 드리고 나라에 슬픔이 있을 때는 봉도식을 관민일동이 수행해 왔다. 1910년 고종 4년 경술년 때에는 여수공립보통학교를 시초로 여수중학교와 야간상업중학원 등의 학교로 사용한 바 있다. 준국보 제480호로 1959년에는 보물 제324호로 지정됨에 따라 본격적으로 보수에 착수하게 되었으며, 1973년 단청을 하고 1978년에 4억 2천만원을 투입하여 진입도로를 개설한 바 있다. 2001년, 국보로 승격 지정했다.
건평 240평, 정면 15칸, 측면 5칸으로 길이 75cm, 높이 14m, 둘레 2.4m의 기둥 68개가 거대하고 웅장한 모양을 자랑하며 한국 최대의 단층 목조건물이다. 조선 초기 객사양식으로서 보기 드문 건물이다. 공포는 기둥 위에만 배치하고 그 사이의 공간에는 화반을 받쳤는데 이러한 구성의 건축은 주심포 내지는 익공집계통의 수법에 의하여 2출목으로 짜올려서 외목도리를 받쳤다. 건물의 전후면에는 안쪽으로 제2주례에 고주들을 배치하여 그 위에 대량을 가구하였다.

## 국보 지정사유
진남관은 조선시대 전라좌수영에 속했던 건물로 임진왜란과 정유재란을 승리로 이끈 수군 중심기지로서의 역사성과 1718년(숙종 44년) 전라좌수사 이제면(李濟冕)이 중건한 당시의 면모를 잘 간직하고 있으며 정면 15칸, 측면 5칸, 건물면적 240평으로 현존하는 지방관아 건물로서는 최대의 규모이다.
건물 내부공간을 크게 하기 위하여 건물 양측의 기둥인 고주(高柱)를 뒤로 옮기는 이주법(移柱法)을 사용하여 공간의 효율성을 살리고 있으며 가구는 간결하면서도 건실한 부재를 사용하여 건물의 웅장함을 더해주고 있다.
기둥위의 포작은 출목첨차가 있는 다포계 수법과 살미로만 중첩된 익공계 수법을 혼용하였고 정면 어칸 용머리 장식의 안초공(按草工)과 기둥사이의 화려한 화반, 각 부재에 남아있는 단청문양 및 양측면에는 2개의 충량(衝樑, 측면보)을 걸어 구조적으로 매우 안정된 기법을 구사하고 있는 등 당시의 역사적 의의와 함께 학술적, 예술적 가치가 뛰어나다.

## 같이 보기
- 여수 이량 장군 방왜축제비 - 전라남도 문화재자료 제240호

## 사진

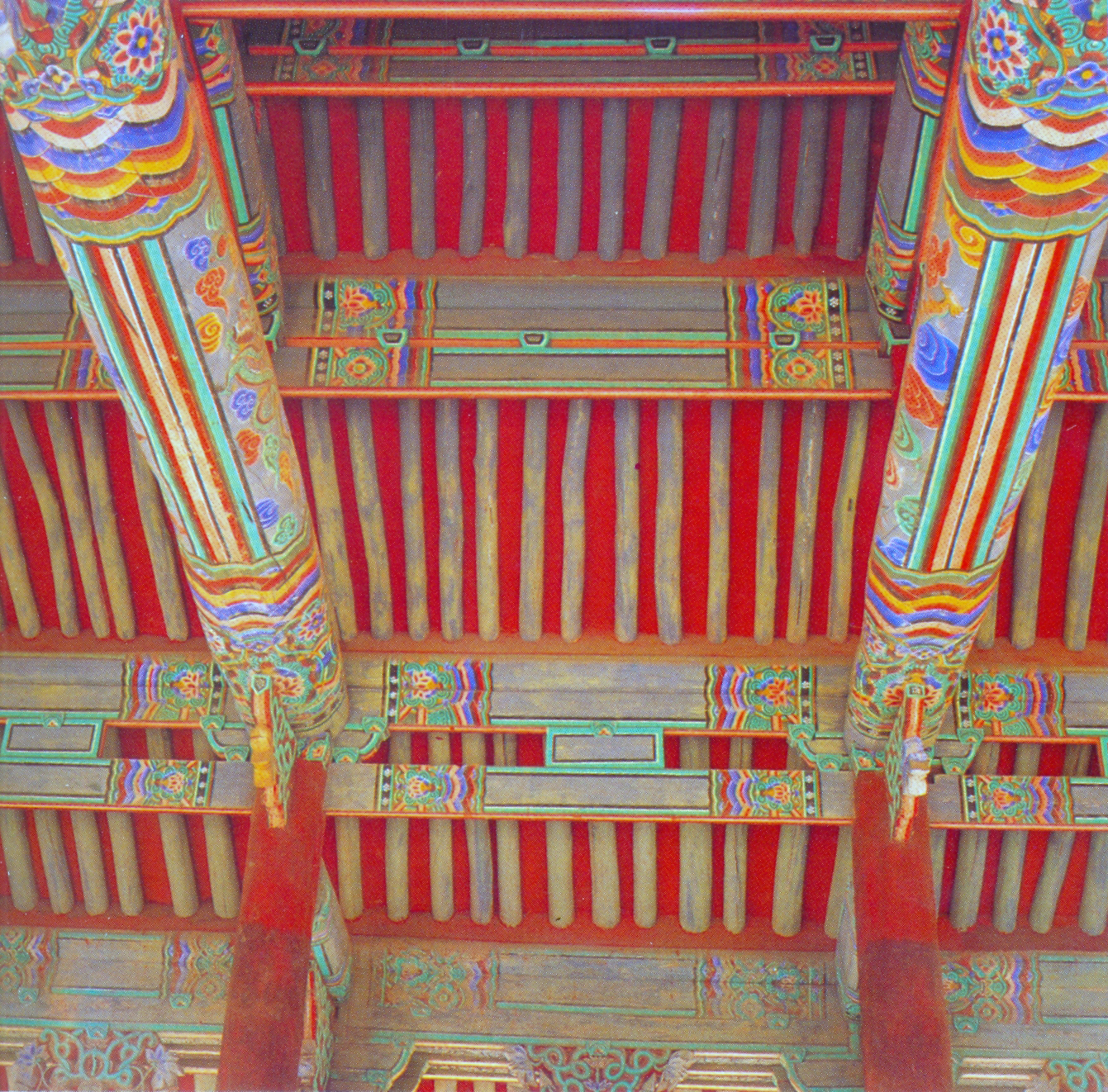
진남관 천장
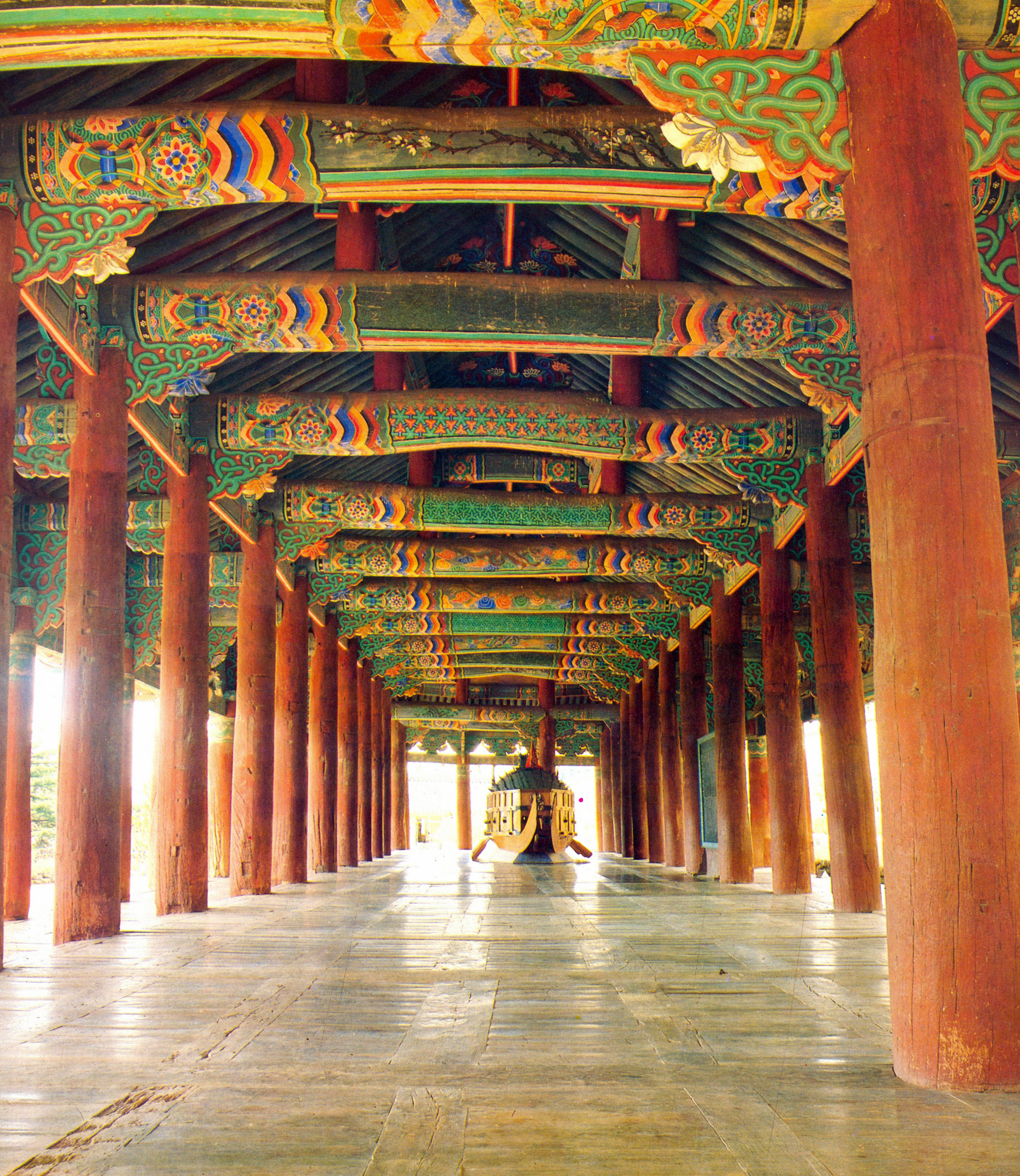
진남관 안
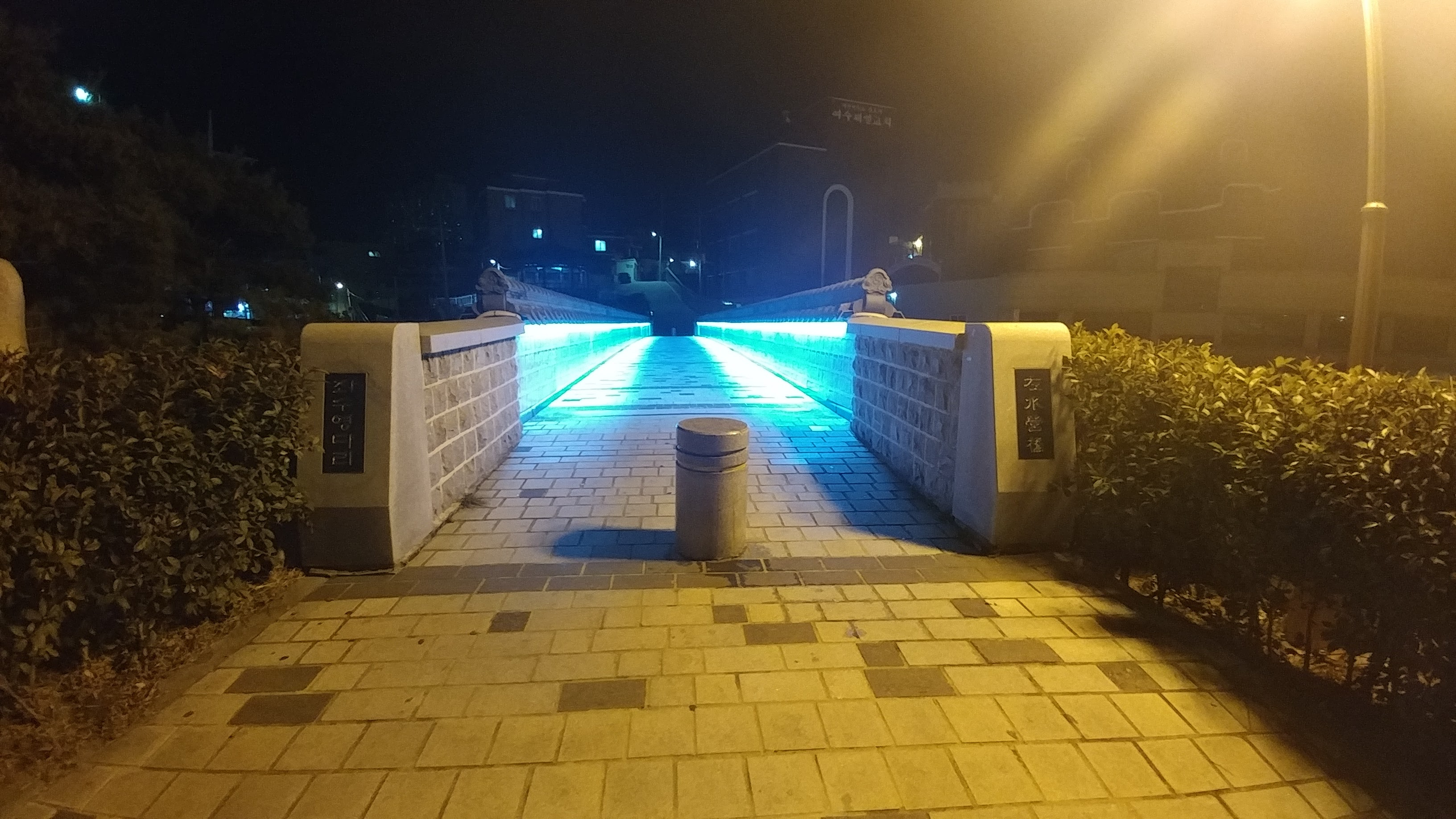
진남관 근처 좌수영다리
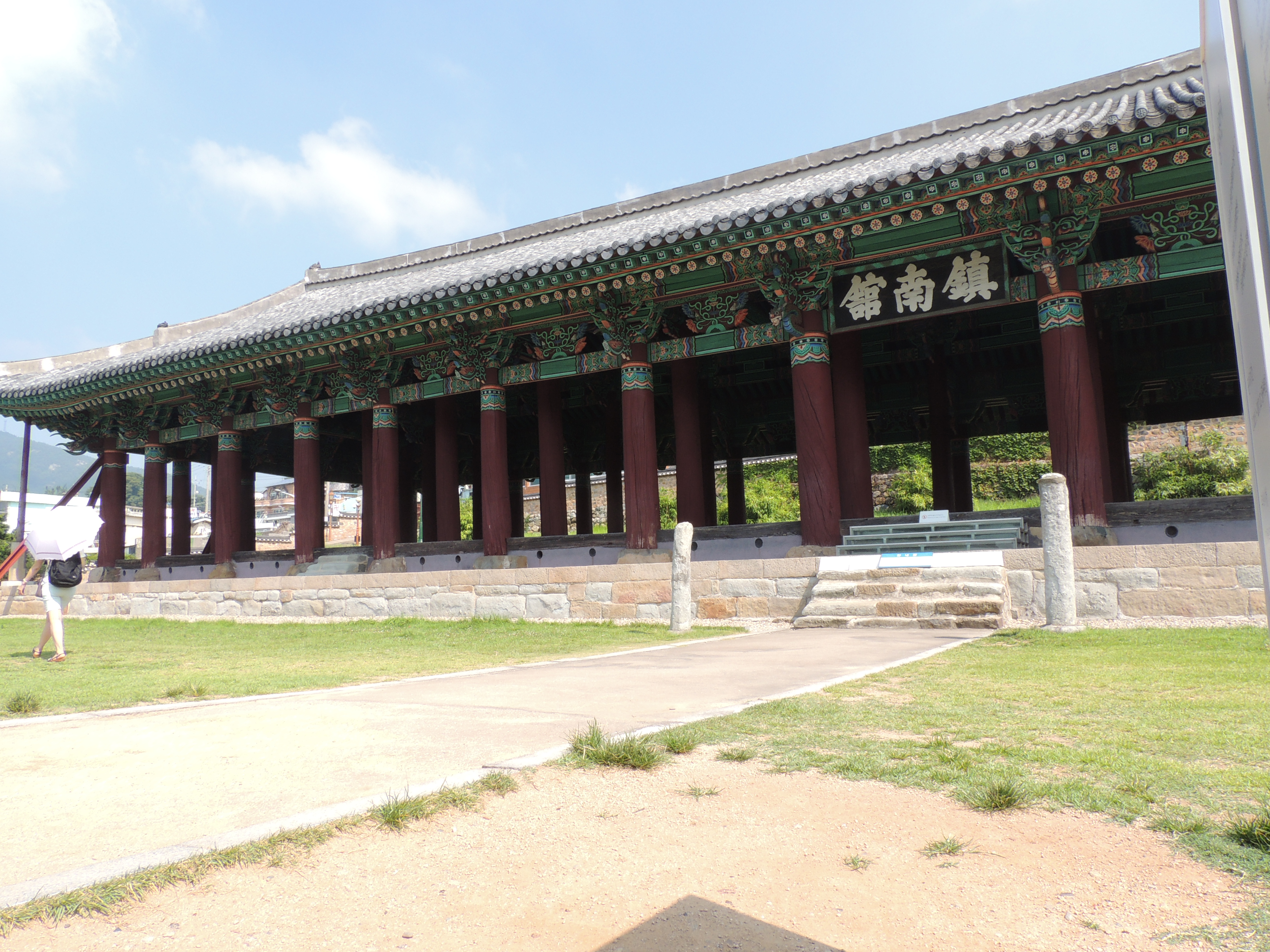
여수진남관

## 참고 자료
- 이 문서에는 다음커뮤니케이션(현 카카오)에서 GFDL 또는 CC-SA 라이선스로 배포한 글로벌 세계대백과사전의 내용을 기초로 작성된 글이 포함되어 있습니다.